# Wydobrzenie roli
Wydobrzenie roli – jest to naturalny proces prowadzący do uzyskania przez rolę stanu sprawności. W zależności od ciężkości gleby wydobrzenie roli może trwać od tygodnia do 6 tygodni. Czas ten można skrócić poprzez zastosowanie wału wgłębnego.